# João Monlevade
João Monlevade là một đô thị thuộc bang Minas Gerais, Brasil. Đô thị này có diện tích 99,283 km², dân số năm 2007 là 71658 người, mật độ 726,4 người/km².